# Petrus Johannes Idenburg
Petrus Johannes Idenburg (Hillegersberg, 28 januari 1898 - Den Haag, 27 december 1989) was jurist gespecialiseerd in staatsrecht, bijzonder lector aan de Universiteit Leiden en onderzoeker van Afrika.

## Loopbaan
Hij promoveerde in 1920 in de rechtswetenschappen op stellingen aan de Universiteit van Amsterdam en studeerde verder aan de London School of Economics. Terug in Nederland werd hij in 1922 secretaris van de burgemeester van Amsterdam en secretaris van (de Curatoren van) de Universiteit van Amsterdam en later van de Universiteit Leiden. Idenburg was bestuurslid van de Nederlandsch-Zuid-Afrikaansche Vereeniging. Vanwege zijn weigering om niet-Arische docenten aan de Universiteit Leiden te ontslaan, trad hij in juni 1942 af als secretaris van de Curatoren van de Universiteit Leiden - in 1945 werd hij in zijn functie herbenoemd. In 1947 gaf hij de aanzet tot de oprichting van het Afrika-Studiecentrum te Leiden, dat hij als directeur leidde van 1947 tot in 1963. Vanaf 1947 gaf hij les in Afrikaanse studies aan de Universiteit Leiden. Van 1963 tot in 1968 was hij daar bijzonder lector Staatkundige geschiedenis en constitutioneel recht van Afrika. Hij was jarenlang lid van de Adviesraad voor Ontwikkelingssamenwerking, een commissie die de Nederlandse regering adviseerde.

## Familie
Idenburg was lid van het geslacht Idenburg en trouwde in 1932 met Octavie Charlotte Danièle Siegenbeek van Heukelom (1898-1989). Zij was een dochter van de hoogleraar Daniel Eliza Siegenbeek van Heukelom. Het huwelijk bleef kinderloos. Hij was een oudere broer van de statisticus en directeur van het CBS Philippus Jacobus Idenburg.

## Publicaties (selectie)
- Piet Retief, voortrekker en staatsman : een korte beschouwing van den "Grooten Trek" der Boeren in den jare 1837, s.l., s.n., 1937.
- De Kaap de Goede Hoop gedurende de laatste jaren van het Nederlandsch bewind, Leiden, Burgersdijk & Niermans, 1946.
- Zuid-West-Afrika als internationaal staatkundig probleem, s.l., [1950]
- Agrarisch recht in Algerije, Leiden, Universitaire Pers Leiden, 1951.
- Vraagstukken van samenwerking tussen Afrika en Europa, Leiden, Afrika-Studiecentrum, 1961.
- The Cape of Good Hope at the turn of the eighteenth century, Leiden, Universitaire Pers, 1963.
- Politieke vormgeving in hedendaags tropisch Afrika: verhandeling uitgegeven ter gelegenheid van de aanvaarding van het ambt van bijzonder lector vanwege het Leidsch universiteits fonds in de staatkundige geschiedenis en het constitutioneel recht van Afrika, aan de Rijksuniversiteit te Leiden, Leiden : Universitaire pers, 1965.
- De Leidse Universiteit 1928-1946: vernieuwing en verzet, 's-Gravenhage, Universitaire Pers Leiden, 1978. ISBN 9060214250
- De Leidse Universiteit tegen nationaal-socialisme en bezetting, Leiden, Brill, 1982.
- Herinneringen van mr. P.J. Idenburg, [Den Haag]: [In eigen beheer], [1987]